# Ключ 7
| 二                     | 二 | 二 |
| ---------------------- | -- | -- |
| 6                      | 7  | 8  |
| Піньінь:               | èr | èr |
| Чжуїнь:                |    |    |
| Вейд-Джайлз:           |    |    |
| Ютпхін:                |    |    |
| Он:                    | に | に |
| Кун:                   |    |    |
| Кандзі:                |    |    |
| Хун:                   | 이 | 이 |
| Им:                    | 두 | 두 |
| Індекс у Вікісловнику: | 二 | 二 |

Ключ 7 (⼆, в юнікоді U+2F06) — один з 23 (з загальної кількості 214) ієрогліфічних ключів, який записується двома рисками.
В Словнику Кансі подано 29 ієрогліфів з цим ключем.

## Ієрогліфи
| кількість рисок | ієрогліфи         |
| --------------- | ----------------- |
| без додаткових  | 二                |
| 1 додаткова     | 亍 于 亏 亐       |
| 2 додаткові     | 云 互 亓 五 井 亖 |
| 3 додаткові     | 亗                |
| 4 додаткові     | 亘 亙 亚          |
| 5 додаткових    | 些 亜             |
| 6 додаткових    | 亝 亞 亟          |